# Otto von Oehlschläger

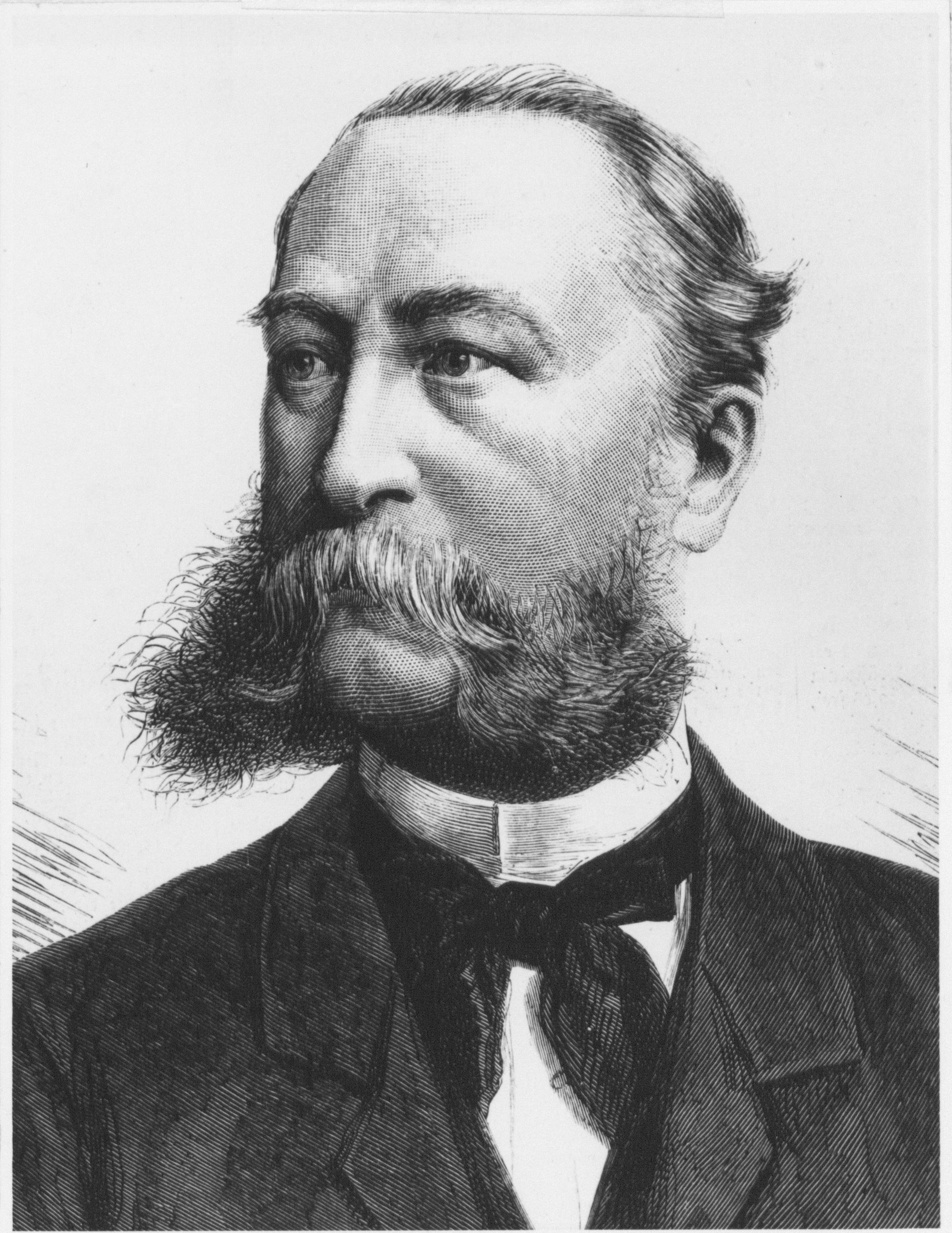
Otto von Oehlschläger, Holzstich nach Fotografie von Julius Cornelius Schaarwächter (1847–1904)

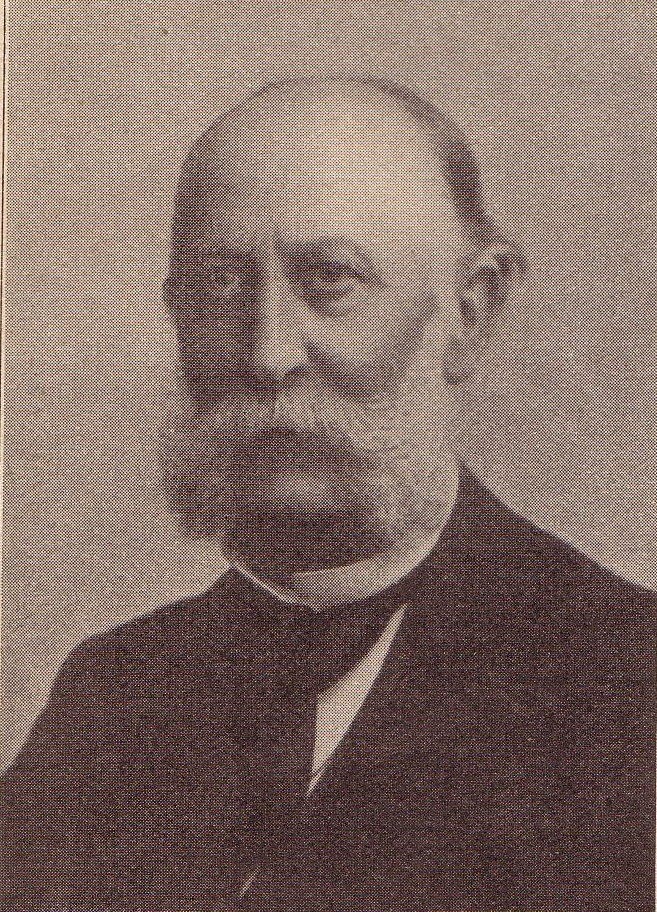
Otto von Oehlschläger

Otto Karl Oehlschläger, ab 1888 von Oehlschläger, (* 16. Mai 1831 auf Gut Heiligenwalde, Provinz Ostpreußen; † 14. Januar 1904 in Charlottenburg, Provinz Brandenburg) war ein deutscher Richter. Von 1891 bis 1903 war er Präsident des Reichsgerichts. Er wird als „hochkonservativ“ beschrieben.

## Name und Familie
Der Name Oehlschläger bzw. Öhlschläger ist in Archiven und Internet-Einträgen in beiden Schreibweisen vorzufinden. Nach den Kösener Corpslisten ist die Schreibweise mit „Oe“ richtig. Auch das  Genealogische Handbuch des Adels und Dokumente im Geheimen Staatsarchiv Preußischer Kulturbesitz verwenden sie.
Otto von Oehlschläger war der Sohn des preußischen Amtmannes Karl Oehlschläger (1801–1855), Pächter der Domäne Heiligenwalde im  Kreis Preußisch Holland. Er heiratete am 24. Mai 1861 Marie Mellenthin (* 8. Februar 1840 in Ristow, Provinz Pommern; † 2. November 1930 in Berlin). Ihr Sohn war der Schriftsteller Hans von Oehlschläger (* 1862).

## Leben
Ab 1850 studierte Oehlschläger an der Albertus-Universität Königsberg Rechtswissenschaft.
1851 gehörte er zu den Stiftern des Corps Baltia Königsberg. Er wurde 1858 Gerichtsassessor, übernahm dann Richterstellen in Schwetz und Löbau in Westpreußen und trat 1864 in den Dienst der Staatsanwaltschaft Marienwerder. Ab 1870 wirkte er am Stadt- und Kreisgericht in Königsberg, 1874 wurde der zum Vortragenden Rat im preußischen Justizministerium ernannt. Er gehörte zu den Herausgebern der dreibändigen Preußischen Forst- und Jagdgesetze (1878–1880). Im Amt des Generalauditeurs, das er ab 1879 bekleidete, erarbeitete Oehlschläger umfangreiche Vorschläge zur Reform des prozessualen Militärstrafrechts. Er wurde 1884 Mitglied des Preußischen Herrenhauses, ein Jahr später Mitglied des Preußischen Staatsrates, Kronsyndikus und Präsident des Kammergerichts. Am 5. Mai 1888 durch Kaiser Friedrich III. in den preußischen Adelsstand erhoben, wurde er 1889 Staatssekretär im Reichsjustizamt. 1890/91 war er Vorsitzender der II. BGB-Kommission. 1891 folgte er Eduard von Simson als zweiter Präsident des Reichsgerichts. Ein Augenleiden zwang ihn am 1. November 1903 – kurz nach seinem 50-jährigen Dienstjubiläum – sein Amt niederzulegen. An einer Unfallfolge starb er im darauffolgenden Jahr in Charlottenburg. Der eine Sohn war Offizier und Maler, der andere starb früh nach dem  Forststudium.
1886 wurde Oehlschläger in die Gesetzlose Gesellschaft zu Berlin aufgenommen.

## Ehrungen
- Wirklicher Geheimer Rat mit dem Titel  Exzellenz
- Königlicher Kronen-Orden (Preußen) 1. Klasse
- Roter Adlerorden mit Eichenlaub 2. und 1. Klasse
- Ehrenmitgliedschaft des Corps Baltia (1888)
- Wirklicher Geheimer Oberjustizrat
- Nobilitierung im Dreikaiserjahr
- Verdienstorden Philipps des Großmütigen
- Dr. iur. h. c. der Albertus-Universität (1894)
- Schwarzer Adlerorden (1901, aus Anlass des 200-jährigen Jubiläums der Königskrönung Friedrichs III. von Brandenburg zum König von Preußen)[4]